# Thái thượng Pháp hoàng

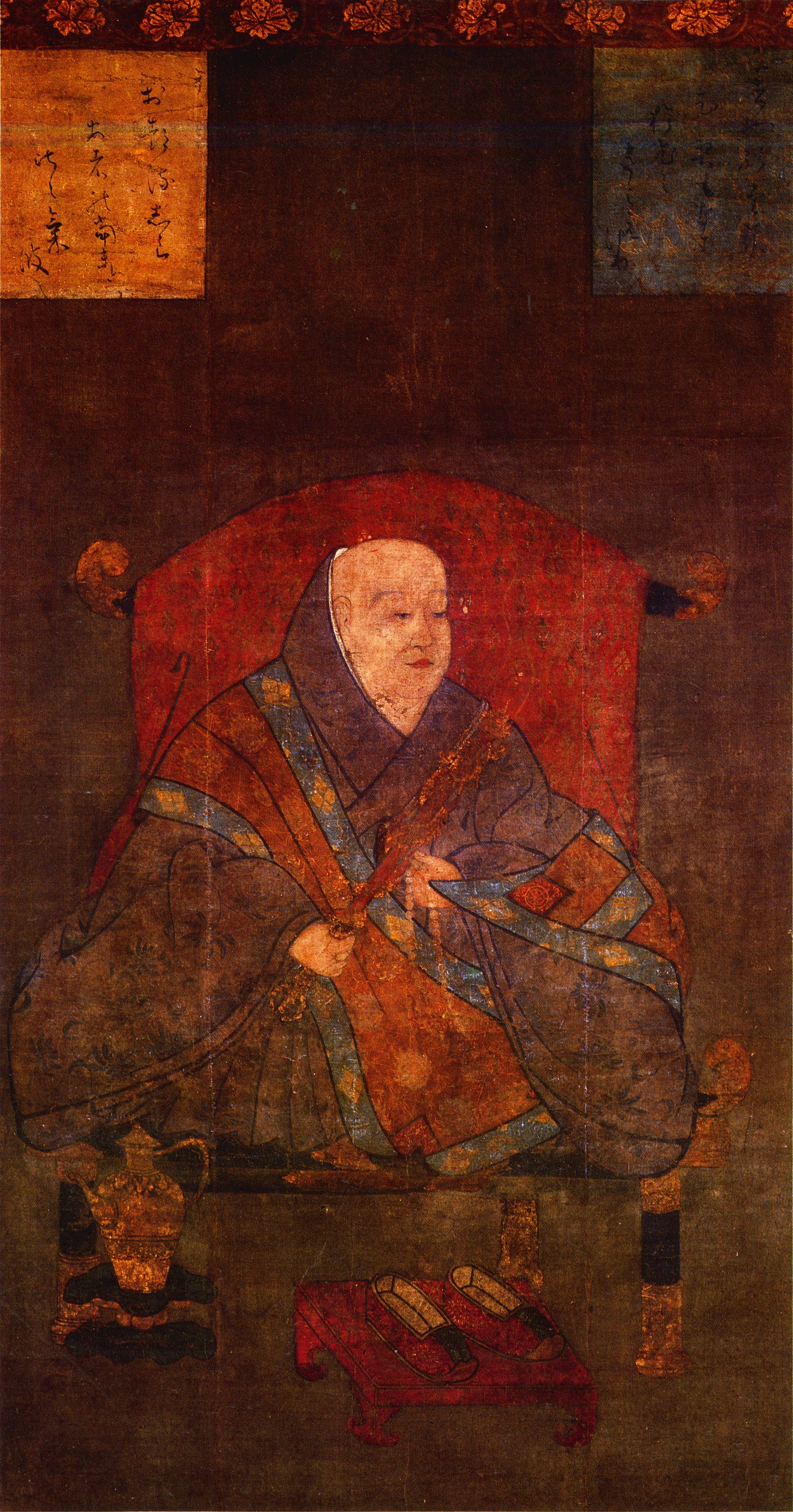
Thiên hoàng Uda - vị Pháp hoàng đầu tiên.

Thái thượng Pháp hoàng (chữ Hán: 太上法皇; Kana: だじょうほうおうDajō Hō-ō) là một danh hiệu của Thái thượng Thiên hoàng sau khi vị Thái thượng Thiên hoàng đã xuất gia.

## Tóm lược
Danh hiệu Thái thượng Thiên hoàng cũng như Thái thượng hoàng ở Trung Quốc và Việt Nam, dùng cho các Hoàng đế đã thoái vị vì nhiều lý do chính trị hoặc chủ quan. Thái thượng Thiên hoàng trong lịch sử Nhật Bản không ít người đã xuất gia (Nhật Bản gọi là "Nhập đạo"), cho nên mới hình thành danh xưng "Pháp hoàng" để phân biệt.
Thời Nara cùng thời Heian, Nhật Bản ưa chuộng Phật giáo, không ít các vị Thái thượng Thiên hoàng yêu mến Phật môn mà xuất gia, chuyên nghiên cứu Phật đạo. Vị Thái thượng Thiên hoàng đầu tiên từng xuất gia là Thiên hoàng Shōmu, nhưng khi ấy không có ghi nhận ông dùng danh xưng "Pháp hoàng", người đầu tiên tự xưng là Thiên hoàng Uda, nhưng sau đó không lâu lại dùng tiếp xưng hiệu Thái thượng Thiên hoàng.
Tuy rằng Pháp hoàng ở bản chất chính là Thượng hoàng, nhưng ở pháp luật trình tự thì người được xưng Pháp hoàng chưa chắc sẽ được làm lễ tấn tôn trở thành Thượng hoàng, nhưng Thượng hoàng vẫn có thể được gọi là Pháp hoàng một cách thoải mái. Ví dụ như Thân vương Morisada, ông được tôn gọi Hậu Cao Thương viện (後高倉院), lại cụng gọi là Trì Minh viện Pháp hoàng (持明院法皇). Cho nên, nhìn chung tôn hiệu Pháp hoàng, chỉ là một biệt xưng của Thái thượng Thiên hoàng, không phải trải qua sắc phong lễ như Thái thượng Thiên hoàng.
Trong thời kỳ Viện chính, địa vị của các Pháp hoàng rất cao, xưng gọi Trị thiên chi Quân (治天之君; ちてんのきみChiten no Kimi). Bọn họ tự tôn hiệu theo cách là 「(Mỗ viện) Thái thượng Pháp hoàng; 某院太上法皇」, trong đó "Mỗ viện" là tên hiệu viện của vị Pháp hoàng, ví dụ như Thiên hoàng Go-Toba tự xưng Hậu Điểu Vũ viện Thái thượng Pháp hoàng (后鸟羽院太上法皇). Tuy nhiên khi đã xưng "Mỗ viện" không, thì hầu hết đều lược bỏ 4 chữ "Thái thượng Pháp hoàng" cho bớt dài dòng.
Đại đa số Pháp hoàng không hỏi chính sự, chỉ dốc lòng nghiên cứu tu hành Phật học. Sau này có các Nhiếp chính quan cùng Mạc phủ, thì địa vị của các Viện chính của Pháp hoàng càng bị uy hiếp. Song, trong lịch sử không phải không có các Pháp hoàng lợi dụng mâu thuẫn của Mạc phủ mà trục lợi, như Thiên hoàng Go-Shirakawa trong Chiến tranh Genpei, ông tích cực dàn xếp giữa Nguyên thị cùng Bình gia, sau đó lại châm ngòi cho mâu thuẫn giữa Minamoto no Yoritomo cùng Minamoto no Yoshitsune.